# لوپه بلز
لوپه بـِلِز (اسپانیایی: Lupe Vélez‎؛ ۱۸ ژوئیهٔ ۱۹۰۸ – ۱۳ دسامبر ۱۹۴۴) هنرمندِ وودویل و بازیگر تئاتر و سینما اهل مکزیک بود.
وی بین سال‌های ۱۹۲۷ تا ۱۹۴۴ میلادی، در ۴۵ فیلم بلند نقش‌آفرینی کرد.
در طول دوران حرفه‌ای‌اش، شخصیت سینمایی ولز به‌عنوان زنی تندخو، پرشور و «وحشی»، به‌شدت با شخصیت واقعی‌اش در زندگی خصوصی گره خورده بود. مطبوعات اغلب از او با لقب‌هایی مانند «آتشفشان مکزیکی»، «دختر جذاب مکزیکی» و «بچه‌گربه مکزیکی» یاد می‌کردند.> شخصیت «ووپی لوپه» (به معنای: لوپۀ شاد و پرهیاهو) که به‌طور عمومی برای معرفی او ساخته و تبلیغ می‌شد، سعی داشت او را در قالبی خاص تعریف کند، اما خودش همیشه، این تصور که زنی بی‌مهار و وحشی است را رد می‌کرد. وی درگیر چندین رابطه عاشقانه پر سر و صدا و اغلب پرتنش بود. پس از ورودش به لس‌آنجلس، نام او با بازیگرانی مانند تام میکس، چارلی چاپلین و کلارک گیبل گره خورد.  نخستین رابطه بلندمدت و پر سر و صدای او با گری کوپر بود.
در کتاب از موز تا باسن: بدن زن لاتین در سینما و فرهنگ عامه، روزا-لیندا فره‌گوسو استاد دانشگاه کالیفرنیا، سانتا کروز می‌نویسد که لوپه ولز به‌خاطر سرپیچی از هنجارهای اخلاقی زمان خود شناخته شده بود، و بعید به نظر می‌رسد که نتوانسته باشد با داشتن فرزندی خارج از ازدواج، کنار بیاید. فره‌گوسو معتقد است که در سال پایانی زندگی‌اش، ولز نشانه‌هایی از شیدایی شدید و افسردگی از خود نشان می‌داد. او در ادامه حدس می‌زند که مرگ ولز ممکن است نتیجه یک بیماری روانی درمان‌نشده مانند اختلال دوقطبی بوده باشد.

## نگارخانه

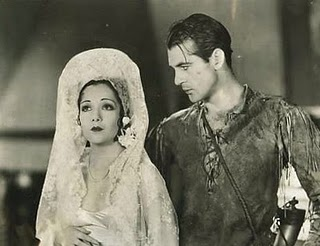
«لوپه بـِلِز» و گری کوپر (۱۹۲۹)
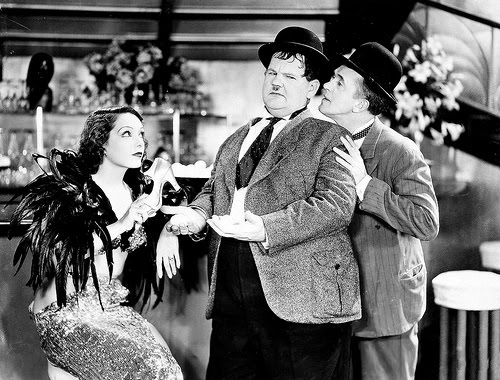
«لوپه بـِلِز» و لورل و هاردی (۱۹۳۴)
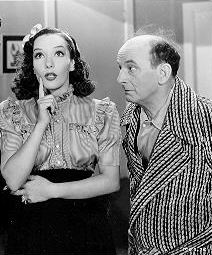
«لوپه بـِلِز» و لیان ارول (۱۹۴۰)
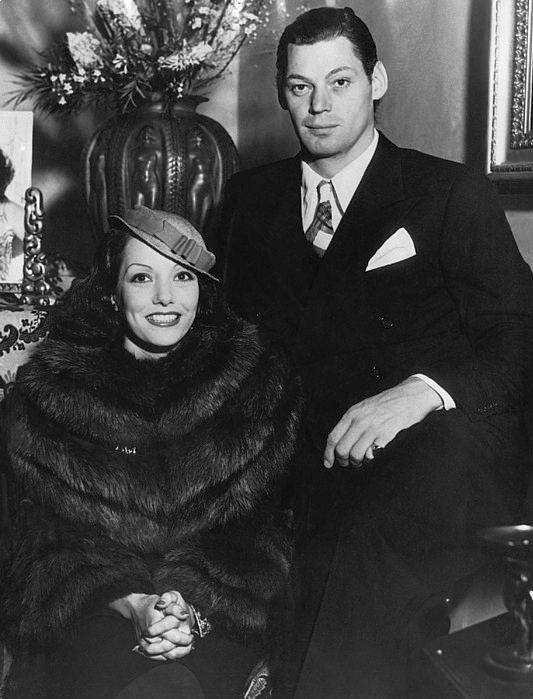
«لوپه بـِلِز» و همسرش جانی ویسمولر (۱۹۳۴)
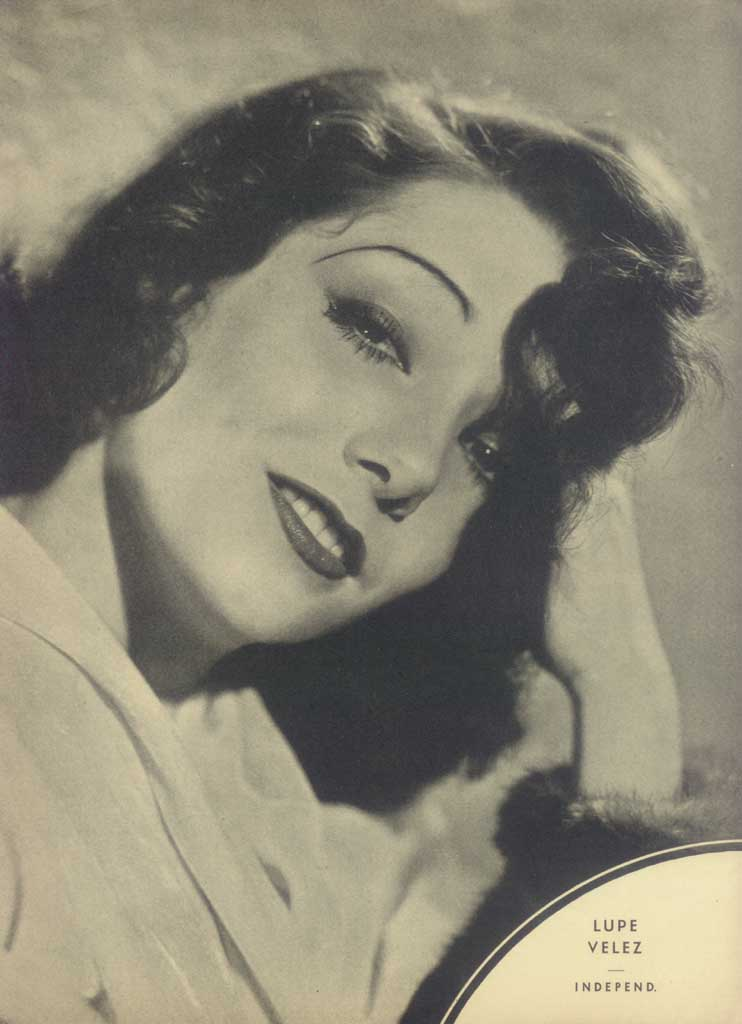
تصویر «لوپه بـِلِز» بر جلد یک مجلۀ آرژانتینی (۱۹۳۳)